# Cabaj-Čápor
Cabaj-Čápor (em húngaro: Cabajcsápor) é um município da Eslováquia, situado no distrito de Nitra, na região de Nitra. Tem 34,42 km² de área e sua população em 2018 foi estimada em 4.295 habitantes.

## Demografia
| Ano:        | 1994 | 2004   | 2014    | 2024   |
| ----------- | ---- | ------ | ------- | ------ |
| Broj ljudi: | 3270 | 3562   | 4042    | 4358   |
| Razlika:    |      | +8,92% | +13,47% | +7,81% |

| Ano:               | 2023 | 2024   |
| ------------------ | ---- | ------ |
| Número de pessoas: | 4318 | 4358   |
| Diferença:         |      | +0,92% |